# تونل (مجموعه تلویزیونی)
تونل (کره‌ای: 터널) یک مجموعه تلویزیونی محصول کره جنوبی سال ۲۰۱۷ با بازی چوی جین هیوک، یون هیون مین و لی یو یونگ است. این مجموعه از ۲۵ مارس تا ۲۱ مه ۲۰۱۷، روزهای شنبه و یکشنبه ساعت ۲۲:۰۰ (کی‌اس‌تی) از اوسی‌ان برای ۱۶ قسمت پخش شد. این مجموعه الهام گرفته از قتل‌های زنجیره‌ای هواسونگ است.
این مجموعه در چین موفق بود. در سال ۲۰۱۹ بازسازی تایلندی و در سال ۲۰۲۰ بازسازی اندونزیایی این مجموعه اعلام شد.

## بازیگران

### اصلی
- چوی جین هیوک در نقش پارک گوانگ هو[۸][۹][۱۰]
- یون هیون مین در نقش کیم سون جه[۱۱][۱۲]
  - کیم سول وو در نقش کودکی سون جه (قسمت ۱۶)
- لی یو یونگ در نقش شین جه یی[۸][۱۳][۱۴]
  - کیم سه هی در نقش پارک یون هو (نامِ شین جه یی در دوران کودکی)
  - لی دا کیونگ در نقش نوجوانی جه یی